# Pablo Matéo
Pablo Matéo (* 1. Februar 2001 in Évry) ist ein französischer Leichtathlet, der sich auf den Sprint spezialisiert hat. 2022 gewann er mit der französischen 4-mal-100-Meter-Staffel die Silbermedaille bei den Europameisterschaften in München.

## Sportliche Laufbahn
Erste internationale Erfahrungen sammelte Pablo Matéo im Jahr 2022, als er bei den Weltmeisterschaften in Eugene mit der französischen 4-mal-100-Meter-Staffel im Finale wegen eines Wechselfehlers disqualifiziert wurde. Anschließend gewann er bei den Europameisterschaften in München in 37,94 s gemeinsam mit Méba-Mickaël Zézé, Ryan Zézé und Jimmy Vicaut die Silbermedaille hinter dem Teams aus dem Vereinigten Königreich. Im Jahr darauf gewann er bei den U23-Europameisterschaften in Espoo in 10,18 s die Bronzemedaille über 100 Meter hinter dem Briten Jeremiah Azu und Raphael Bouju aus den Niederlanden und mit der Staffel sicherte er sich in 38,92 s die Silbermedaille hinter dem italienischen Team. Im August belegte er bei den Weltmeisterschaften in Budapest mit 38,06 s im Finale den sechsten Platz mit der Staffel. 2024 belegte er bei den Europameisterschaften in Rom in 10,22 s den achten Platz über 100 Meter und wurde im Finale über 200 Meter disqualifiziert. Zuvor wurde er bei den World Athletics Relays in Nassau in 38,44 s Dritter in der Finalrunde über 4-mal 100 Meter und sicherte sich damit einen Startplatz für die Olympischen Spiele in Paris. Im August schied er bei den Olympischen Spielen mit 20,57 s in der Hoffnungsrunde über 200 Meter aus und gelangte mit der Staffel mit 37,81 s im Finale auf Rang sechs.
2024 wurde Matéo französischer Meister im 100-Meter-Lauf.

## Persönliche Bestzeiten
- 100 Meter: 10,08 s (+1,4 m/s), 28. Juni 2024 in Angers
  - 60 Meter (Halle): 6,62 s, 27. Januar 2024 in Albuquerque
- 200 Meter: 20,03 s (+2,0 m/s), 30. März 2024 in Austin
  - 200 Meter (Halle): 20,89 s, 26. Januar 2024 in Albuquerque